# Anamorphose

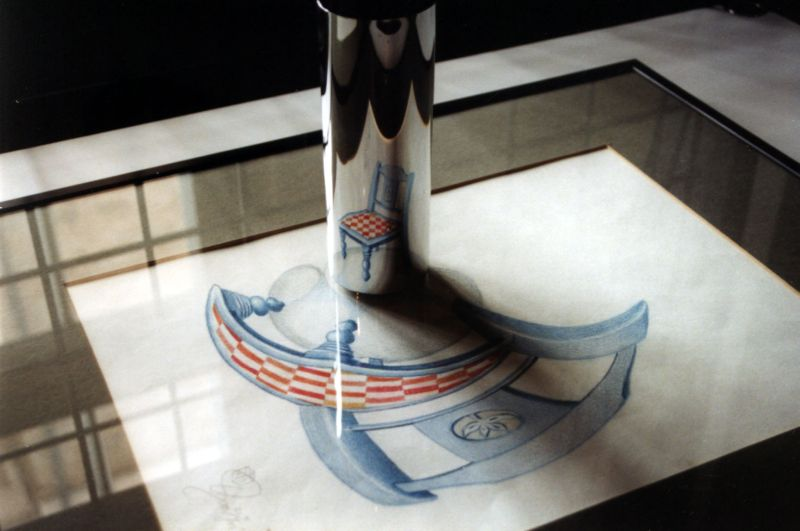
Anamorphose, die nur durch den zylindrisch gewölbten Spiegel erkennbar wird

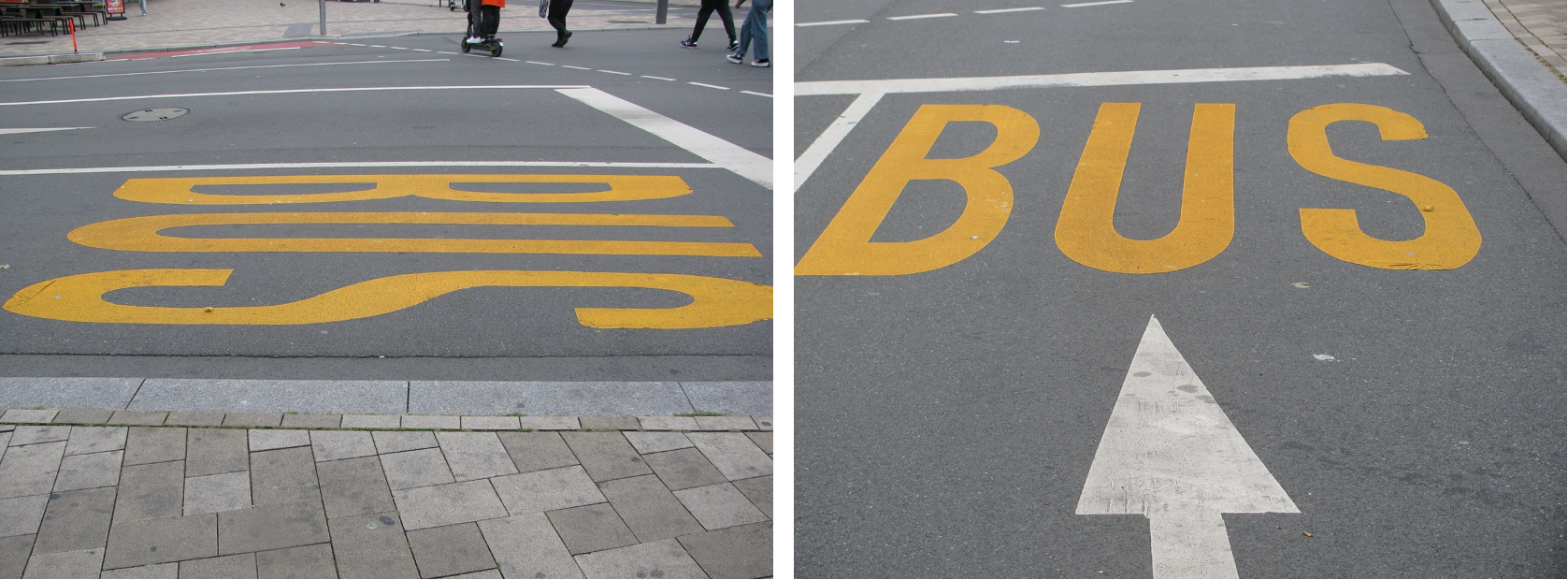
Längenanamorphose beim Wort "Bus". Dieselben Buchstaben sind links verzerrt von der Seite und rechts aus dem Blickwinkel der Autofahrenden nahezu unverzerrt zu sehen.

Hans Holbein der Jüngere, Die Gesandten, 1533. Der Totenkopf in der Mitte unten wird sichtbar, wenn man ihn aus einem sehr flachen Winkel von rechts nach links unten betrachtet…

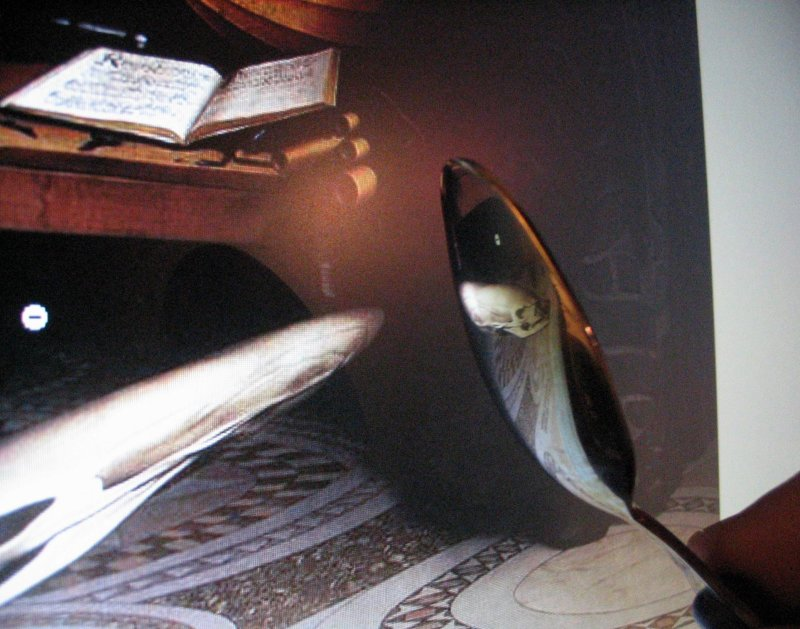
… oder einen Löffel ansetzt

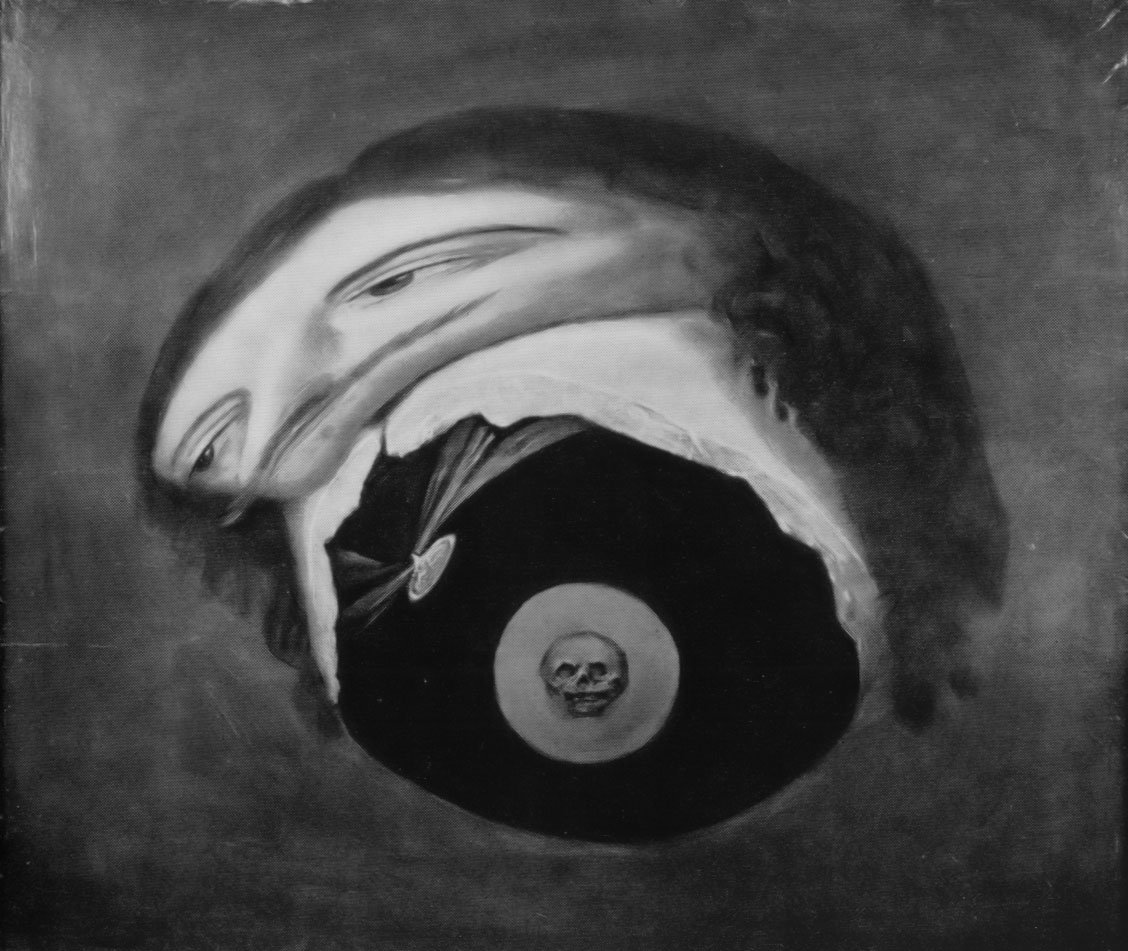
Anamorphotisches Porträt von Karl I. von England. Die Position für die Aufstellung des zylindrischen Spiegels ist durch den Totenkopf markiert.

Als Anamorphose (altgriechisch ἀναμόρφωσις anamorphosis, griechisch αναμόρφωση ‚die Umformung‘, von altgriech. μορφή morphe, deutsch ‚Gestalt, Form‘) bezeichnet man seit 1657 die Voraussetzung, dass man Bilder nur unter einem bestimmten Blickwinkel bzw. mittels eines speziellen Spiegels oder Prismensystems erkennen kann.
Auch in der Zoologie findet der Begriff Verwendung und bezeichnet hierbei einen Vorgang der Larvalentwicklung von Tausendfüßern, bei dem die beinlosen Körperringe eines Stadiums im folgenden Stadium zu beintragenden Körperringen umgewandelt werden.

## Arten
Anamorphosen, welche einen Spiegel zur Entschlüsselung des Bildinhaltes benötigen, werden als katoptrische Anamorphosen bezeichnet.
Bei Anamorphosen, die ohne Spiegel erkannt werden können, handelt es sich meist um Längenanamorphosen, bei denen das Bild sehr stark in die Länge gezerrt ist. Blickt man sehr flach auf eine solche Längenanamorphose, erscheint es entzerrt. Verkehrszeichen auf Straßenoberflächen, wie Zahlen, Pfeile und Zebrastreifen, sind anamorphisch aufgebracht, da die Autofahrenden aus einem flachen Winkel auf die Straße schauen.
In der Kartografie bezeichnet man mit Kartenanamorphose Darstellungen mit uneinheitlichem Maßstab oft auch als Anamorphose oder Anamorphote.

## Geschichte
Seit dem Mittelalter kennt man diese Möglichkeit der Verschlüsselung von Botschaften und brachte es in vielen Kirchen Italiens zu einer wahren Meisterschaft. Zur Entschlüsselung muss man den richtigen Blickwinkel kennen. Häufig wurden verbotene Motive, wie z. B. erotische Szenen, dargestellt. Zahlreiche Künstler malten Anamorphosen aus wissenschaftlichen Gründen; einige von ihnen waren gleichzeitig Mathematiker.
Eines der bekanntesten Beispiele für eine Anamorphose in der bildenden Kunst ist das Gemälde von Hans Holbein dem Jüngeren, Die Gesandten aus dem Jahr 1533, das in der National Gallery in London hängt. Weitere Künstler und Grafiker, die (teils versteckte) anamorphotische Darstellungen wählten, sind unter anderem Cornelis Anthonisz, Gaspard Antoine de Bois-Clair, Lodovico Buti, Hans Heinrich Glaser, Adrian P. Goddijn, Athanasius Kircher, Jean-François Niceron, Erhard Schön, Caspar Schott, Guillem Scrotes und Johann Stommel.
Seit der Renaissance wird Anamorphose bei der illusionistischen Deckenmalerei eingesetzt, um die Deckenwölbungen und Unregelmäßigkeiten perspektivisch vom Standpunkt eines angenommenen Betrachters (von unten blickend) auszugleichen. Arthur Samuel Mole (1889–1983), ein amerikanischer Fotograf, verwendete die Technik der Anamorphose für riesige Bilder, die er aus bis zu 30.000 Menschen zusammenstellte. Sie waren erst von einem hohen Beobachtungsturm aus unverzerrt zu erkennen.
In der Videokunst ist die Anamorphose ein häufig verwendetes Mittel, um das menschliche Auge zu überlisten. Die amerikanische Rockband OK Go hat ihr Video zu The Writing’s On the Wall komplett mit und über dieses Stilmittel als One Shot gedreht.
In der jüngeren Gegenwartsmalerei hat sich René Luckhardt mit seinem Zyklus Anamorphic Portraits mit der Anamorphose auseinandergesetzt.

## Zoologie
Auch in der Zoologie wird der Begriff Anamorphose verwendet. Dabei geht es um einen Vorgang in der larvalen Entwicklung von Tausendfüßern. Das Gesetz der Anamorphose besagt, dass alle beinlosen Körperringe eines bestimmten Stadiums im folgenden Stadium zu beinpaartragenden Ringen werden. Sie tragen im vorausgehenden Stadium jedoch schon kleine Beinknospen. Gefolgt werden die beinlosen Körperringe von einer Zone mit frühen Ansätzen der zukünftigen beinlosen Körperringe. Meist ist diese Zone heller gefärbt und wenig sklerotisiert (verhärtet). 